# Hans-Ludwig Schreiber
Hans-Ludwig Schreiber (* 10. Mai 1933 in Mönchengladbach; † 23. Oktober 2021) war ein deutscher Jurist und Hochschullehrer. Er war Professor für Straf- und Strafprozessrecht an der Georg-August-Universität Göttingen, deren Präsident er von 1992 bis 1998 war.

## Leben
Nach dem Abitur am Ratsgymnasium Hannover studierte er an den Universitäten Bonn und München Rechtswissenschaft und Philosophie. Nach den beiden juristischen Staatsprüfungen 1956 und 1962 folgte die Promotion zum Dr. jur. mit der höchsten Note summa cum laude. Im Jahre 1970 wurde er in Bonn für Strafrecht, Strafprozessrecht und Rechtsphilosophie habilitiert. Schreiber folgte 1972 einem Ruf an die juristische Fakultät der Georg-August Universität nach Göttingen. Von 1981 bis 1983 war er zunächst Vizepräsident und von 1992 bis 1998 Präsident der Georgia Augusta.
Zu seinen Arbeitsschwerpunkten gehörten u. a. Bioethik, Sterbehilfe und -begleitung (Patientenverfügung), Schuld und Schuldfähigkeit im strafrechtlichen Sinne sowie die forensische Psychiatrie.
Schreiber war Ehrendoktor der Universitäten Osnabrück, Göttingen (medizinische Fakultät), Halle-Wittenberg und der Universität Inchon/Korea sowie Mitglied der Akademie der Wissenschaften zu Göttingen. Von 1987 bis 1990 war er als Staatssekretär unter dem niedersächsischen Ministerpräsidenten Ernst Albrecht im Niedersächsischen Wissenschaftsministerium tätig. Darüber hinaus gehörte Schreiber zehn Jahre lang dem Kuratorium der VolkswagenStiftung an, dessen Vorsitzender er zuletzt fünf Jahre lang war. Bis 2006 war er Vorsitzender der „Ständigen Kommission Organtransplantation“ der Bundesärztekammer.

## Veröffentlichungen (Auswahl)
- Notwendigkeiten und Grenzen rechtlicher Kontrolle der Medizin. In: Göttinger Universitätsreden. Band 71. Vandenhoeck & Ruprecht, Göttingen 1983.
- Recht und Ethik im Zeitalter der Gentechnik. 2004 (Mitherausgeber).
- Der Mensch und seine Rechte: Grundlagen und Brennpunkte der Menschenrechte zu Beginn des 21. Jahrhunderts. 2004 (Mitherausgeber).
- Was ist der Mensch? 2002 (Mitherausgeber).